# 07 베스터

07 베스터(07 Vestur)는 2004년에 창단된 페로 제도의 축구 클럽으로, 현재 페로 제도 1부 리그에서 활동하고 있다.

## 성적
- 페로 제도 1부 리그 우승

우승 (2): 2008, 2010